# Portarata
Portarata (prema lat. Porta Aurata ili Aurea Zlatna vrata), trg u centru Pule koji se nalazi s južne strane Giardina, a na početku Ulice Sergijevaca. Dobio je naziv prema lokalnom nazivu za Zlatna vrata (tal. Porta Rata) koja su činila ulaz u stari dio Pule smješten unutar gradskih zidina.
Trg Portarata nastaje prema projektu carskog arhitekta Pietra Nobilea iz 1824. godine koji se počeo realizirati nakon 1838. godine. Ideja projekta bila je odvajanje slavoluka s gradskim vratima od neposrednih okolnih zgrada i zidina, međutim u realizaciji su porušena i gradska vrata pa je slavoluk ostao slobodno stojeći spomenik u sredini tada zamišljenog trga.
U drugoj polovici 19. stoljeća oblikuje se trg i izvan gradskih bedema, izgradnjom građevina na novo zacrtanim građevnim pravcima.

## Više informacija
- Slavoluk Sergijevaca
- Zlatna vrata